# Anthurium smithii
Anthurium smithii är en kallaväxtart som beskrevs av Thomas Bernard Croat. Anthurium smithii ingår i släktet Anthurium och familjen kallaväxter. Inga underarter finns listade.